# 26969 Бівер
26969 Бівер (26969 Biver) — астероїд головного поясу, відкритий 20 вересня 1997 року.
Тіссеранів параметр щодо Юпітера — 3,385.